# Wuyishan City
27°46′N 118°2′Ø / 27.767°N 118.033°Ø
Wuyishan (kinesisk: 武夷山市, pinyin: Wǔyíshānshì) er en by der ligger i bypræfekturet Nanping i den nordvestlige del af provinsen Fujian, Kina.

## Kommunikation
- Wuyishan lufthavn